# Jacob Tuioti-Mariner
Jacob Siaosiselaginato Tuioti-Mariner (Corona, 25 luglio 1996) è un giocatore di football americano statunitense che milita nel ruolo di defensive tackle per i Atlanta Falcons della National Football League (NFL).

## Carriera
Al college Tuioti-Mariner giocò a football a UCLA. Firmò con gli Atlanta Falcons dopo non essere stato scelto nel Draft il 3 maggio 2018. Fu svincolato il 1º dicembre 2018 e firmò con la squadra di allenamento il giorno successivo. Firmò un nuovo contratto da riserva il 31 dicembre 2018.
Il 31 agosto 2019, Tuioti-Mariner fu svincolato dai Falcons e il giorno successivo rifirmò con la squadra di allenamento. Fu promosso nel roster attivo il 4 novembre 2019.
Nel dodicesimo turno della stagione 2020, Tuioti-Mariner fu premiato come difensore della NFC della settimana dopo avere fatto registrare 5 tackle, un sack, un fumble forzato e due recuperati nella vittoria sui Las Vegas Raiders

## Palmarès
- Difensore della NFC della settimana: 1

12ª del 2020

## Famiglia
Tuioti-Mariner è il cugino del difensore dei Buffalo Bills A.J. Epenesa.